# Борщ Микола Іванович
Микола Іванович Борщ (народився 6 березня 1939 в селі Заудайка Ічнянського району Чернігівської області) — український громадський діяч, лауреат Чернігівської обласної премії імені Михайла Коцюбинського (2000).

## Освіта
Закінчив Київський політехнічний інститут за фахом інженер-металург.

## Кар'єра
Працював на підприємстві п/с 24 (тепер ДП НДІ «Квант»), де пройшов шлях від посади інженера-технолога науково-дослідного відділу мікроелектроніки, посади заступника головного інженера з питань експортного контролю — начальника відділу наукових та зовнішніх зв'язків до посади заступника директора.
Брав участь як науковий керівник та головний конструктор у багатьох науково-дослідних та дослідно-конструкторських роботах з розробки радіоелектронної апаратури. Автор та співавтор більше вісімдесяти наукових праць.
Працював головним конструктором суднобудівної промисловості СРСР, головним конструктором Міністерства промислової політики України з розвитку та застосування елементної бази в радіоелектронній апаратурі.

## Громадська діяльність
Один із засновників товариства «Чернігівське земляцтво». Заступник Голови Ради цього товариства.

## Відзнаки
- Нагороджений медалями «Ветеран праці», «1500-річчя м. Києва».
- 2000 — лауреат Чернігівської обласної премії імені Миихайла Коцюбинського у номінації «Народознавство». Удостоєний звання лауреата за редагування календаря на 2000 рік «Чернігівщина — земля козацька».

## Різне
Живе у Києві.